# Аміна Бугра
Аміна Бугра (уйг. أمينہ بوغرا ; кит.: 愛美娜) - уйгурська політична діячка у Китаї. Одна з перших жінок, обраних до законодавчого юаня в 1948 році.

## Біографія
Народилася в 1920 році. 
Одружилася з лідером уйгурів Мухаммадом Аміном Бугрою. 
Стала заступницею голови Жіночої асоціації Сіньцзянь і входила до Конституційної національної асамблеї, яка розробила Конституцію Республіки Китай. Згодом вона була обрана до законодавчого юаня на виборах 1948 року. Після обрання вона входила до Комітету з питань політики та місцевого самоврядування, Комітету у закордонних справах та Комітету з кордонів. 
Вона пішла у відставку з Законодавчого юаня в 1955 році.